# SPLASH FREE
「SPLASH FREE」（スプラッシュ・フリー）は、STYLE FIVEの楽曲。こだまさおりが作詞、渡辺泰司が作曲を手掛けた。STYLE FIVEの1枚目のシングルとして2013年8月7日にLantisから発売された。

## 概要
本曲は、テレビアニメ『Free!』のエンディングテーマに起用されており、歌詞にも水泳と関連性のあるフレーズが盛り込まれている。
シングルのジャケットには、同作品のメインキャラクターである七瀬遙、橘真琴、松岡凛、葉月渚、竜ヶ崎怜のイラストが描かれている。七瀬遙（島﨑信長）と橘真琴（鈴木達央）が歌う2曲目「Water Surprise!」は、WEBラジオ『イワトビちゃんねる』のテーマソングとして起用された。
YouTubeのランティスのオフィシャルチャンネル『Lantisちゃんねる』から2013年7月4日に表題曲、2013年7月15日にカップリング曲「Water Surprise!」の試聴動画が配信された。
オリコン週間シングルチャートでは、初動3.2万枚を記録し初登場8位となった。2014年5月現在の累積売上は5.6万枚。

## シングル収録曲
| 全作詞: こだまさおり。 |                                                                  |              |            |                                       |      |
| #                      | タイトル                                                         | 作詞         | 作曲・編曲 | 歌                                    | 時間 |
| 1.                     | 「SPLASH FREE」(テレビアニメ『Free!』エンディングテーマ)         | こだまさおり | 渡辺泰司   | STYLE FIVE                            | 3:58 |
| 2.                     | 「Water Surprise!」(WEBラジオ『イワトビちゃんねる』テーマソング) | こだまさおり | 山口朗彦   | 七瀬遙（島﨑信長） 橘真琴（鈴木達央） | 3:58 |
| 3.                     | 「SPLASH FREE -DJ Chika a.k.a Inherit REMIX-」                   | こだまさおり | 渡辺泰司   | STYLE FIVE                            | 3:45 |
| 4.                     | 「SPLASH FREE (OFF VOCAL)」                                      | こだまさおり |            |                                       | 4:09 |
| 5.                     | 「Water Surprise! (OFF VOCAL)」                                  | こだまさおり |            |                                       | 3:57 |
| 合計時間:              | 合計時間:                                                        | 合計時間:    | 合計時間:  | 19:38                                 |      |

## チャート
| チャート（2013年）                | 最高位 |
| --------------------------------- | ------ |
| オリコン週間                      | 8      |
| オリコン月間（8月度）             | 15     |
| Billboard JAPAN Hot 100           | 8      |
| Billboard JAPAN Hot Singles Sales | 8      |
| Billboard JAPAN Hot Animation     | 1      |
| サウンドスキャンジャパン          | 3      |

### ユニットメンバー
1. ↑  七瀬遙（島﨑信長）、橘真琴（鈴木達央）、松岡凛（宮野真守）、葉月渚（代永翼）、竜ヶ崎怜（平川大輔）